# Парциално налягане
Парциалното налягане pi на даден газ от смес на идеални газове е налягането, което би имал този газ, ако заема сам обема на газовата смес. Сумата от парциалните налягания на всички газове се равнява на налягането на газовата смес P (закон на Далтон):
{\displaystyle P=\sum p_{i}}
Парциалното налягане на даден газ в сместа е пропорционално на молната му част yi:
{\displaystyle P=\sum p_{i}=\left(\sum n_{i}\right)\cdot {\frac {R\cdot T}{V}}}
{\displaystyle n_{i}={y_{i}}\cdot {\sum n_{i}}}
{\displaystyle p_{i}=y_{i}\cdot P}
С парциалното налягане е удобно да се работи при реакции с участието на газове. Равновесната константа за дадена реакция,
{\displaystyle A+B\leftrightarrow C+D}
в която участват само газове, може да се дефинира с парциалните налягания вместо с концентрациите на веществата:
{\displaystyle K_{p}={\frac {p_{C}\cdot p_{D}}{p_{A}\cdot p_{B}}}}
Някои газови закони са дефинирани с помощта на парциалното налягане. Пример: закон на Хенри. Парциалното налягане на газовете, съставящи въздуха, е дадено в следната таблица:
| Компонент          | Обемна част · 100 | Парциално налягане | Парциално налягане | Парциално налягане | Парциално налягане | Парциално налягане |
| Компонент          | Обемна част · 100 | hPa (mbar)         | kPa                | mmHg (Torr)        | bar                | atm                |
| ------------------ | ----------------- | ------------------ | ------------------ | ------------------ | ------------------ | ------------------ |
| Въздух             | 100,00            | 1013,25            | 101,325            | 759,96             | 1,01325            | 1,00000            |
| Азот               | 78,090            | 791,25             | 79,12              | 593,45             | 0,79125            | 0,78090            |
| Кислород           | 20,950            | 212,28             | 21,23              | 159,21             | 0,21228            | 0,20950            |
| Аргон              | 0,927             | 9,39               | 0,939              | 7,04               | 0,00939            | 0,00927            |
| Въглероден диоксид | 0,039             | 0,39               | 0,039              | 0,38               | 0,00039            | 0,00039            |